# Gmina Orońsko
Die Gmina Orońsko ist eine Landgemeinde im Powiat Szydłowiecki der Woiwodschaft Masowien in Polen. Sie hat etwa 5950 Einwohner. Ihr Sitz ist das gleichnamige Dorf mit etwa 1700 Einwohnern. 

## Geographie

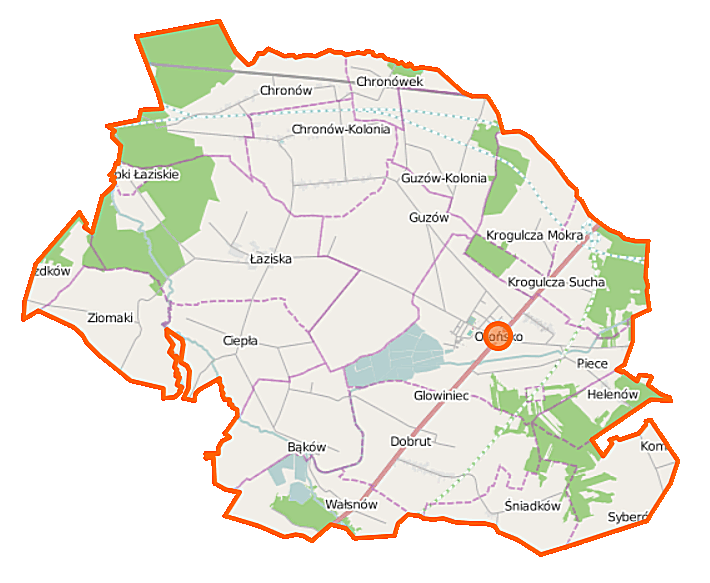
Karte der Gemeinde

Die Gemeinde liegt im Süden der Woiwodschaft. Der Powiat grenzt dort an die Woiwodschaft Heiligkreuz. Die Kreisstadt Szydłowiec liegt etwa zehn Kilometer südwestlich, Radom 15 Kilometer nordöstlich und Warschau 100 Kilometer nördlich. Die Gemeinde hat eine Fläche von 81,9 km², von der 73 Prozent land- und 19 Prozent forstwirtschaftlich genutzt werden. Ihr Gebiet ist mit etwa 73 Einwohnern/km² dünn besiedelt. Die wichtigsten Fließgewässer sind die Szabasówka und ihr Zufluss Oronka, die zur Radomka entwässern.

## Geschichte

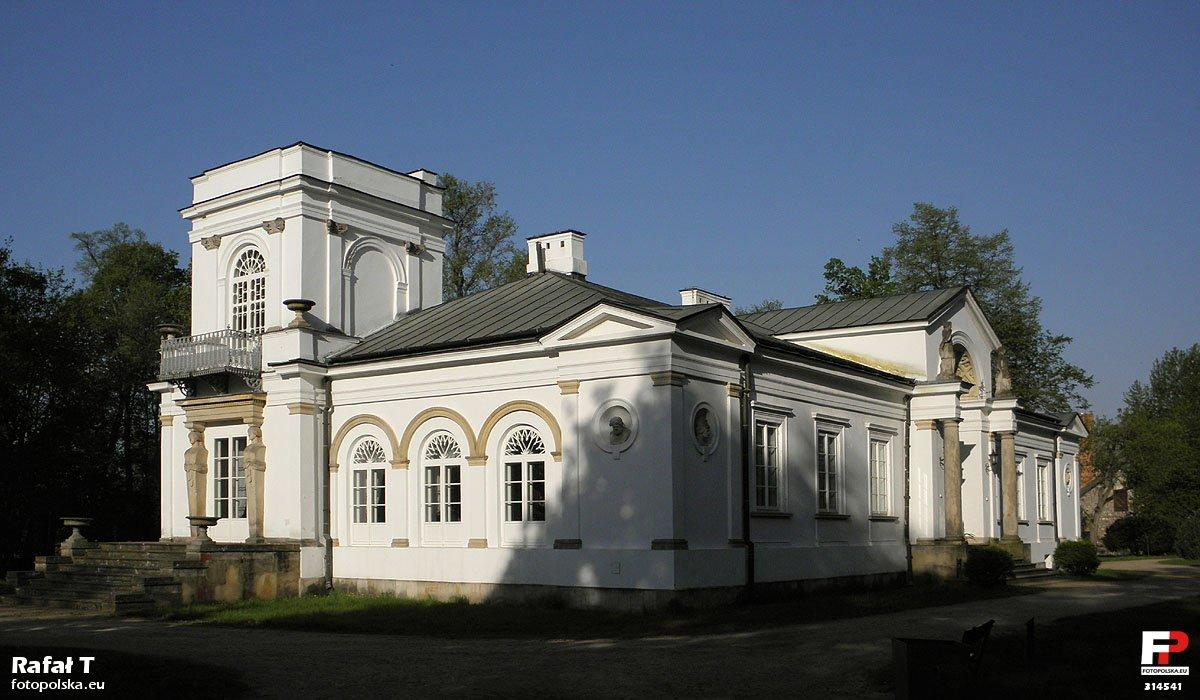
Herrenhaus in Orońsko

Während der Zebrzydowski-Rebellion (auch Sandomierz-Rebellion) fand 1607 die Schlacht von Guzów statt.
Die Landgemeinde Orońsko im Powiat Radomski alten Zuschnitts wurde 1954 in Gromadas aufgelöst und zum 1. Januar 1973 aus Gromadas im Powiat Szydłowiecki wiedererrichtet. Von 1975 bis 1998 gehörte die Gemeinde zur Woiwodschaft Radom. Der Powiat war in dieser Zeit aufgelöst. Die Landgemeinde kam 1999 an den Powiat Szydłowiecki der Woiwodschaft Masowien. Nach den Kommunalwahlen wurde am 7. Mai 2024 Sylwester Różycki als Wójt vereidigt. Er löste Henryk Nosowski nach dessen zehnjähriger Amtszeit ab.

## Gliederung
Zur Landgemeinde (gmina wiejska) Orońsko gehören 18 größere Dörfer mit 19 Schulzenämtern (sołectwa):
Orońsko
Bąków
Chronów
Chronówek
Ciepła
Dobrut
Guzów
Guzów-Kolonia
Helenów
Kolonia Dolna (Ortsteil von Chronów-Kolonia)
Kolonia Górna (Ortsteil von Chronów-Kolonia)
Krogulcza Mokra
Krogulcza Sucha
Łaziska
Łaziska Osiedle
Śniadków
Tomaszów
Wałsnów
Zaborowie
Kleinere Dörfer sind Chałupki Łaziskie und Gozdków. Ortsteile sind die Siedlungen Kolonia Dolna, Kolonia Górna und der Wohnplatz Wola Guzowska.

## Verkehr
Die Woiwodschaftsstraße DW735 führt von Radom über Orońsko in die Kreisstadt Szydłowiec. Östlich von ihr verläuft die Schnellstraße S7, die von Danzig über Warschau und Radom nach Krakau führt.
Im Dorf Chronów gibt es einen Haltepunkt an der Bahnstrecke Tomaszów Mazowiecki–Radom. In der Nähe von Helenów besteht der Haltepunkt Ruda Wielka an der Bahnstrecke Warschau–Radom–Krakau.
Die nächsten internationalen Flughäfen sind Radom und Warschau.